# Charles Lawrence
 (août 2022).
Pour les articles homonymes, voir Lawrence.
Charles Lawrence (né le 14 décembre 1709 à Plymouth et mort le 19 octobre 1760 à Halifax) est un officier militaire britannique qui, en tant que lieutenant et par la suite gouverneur de la Nouvelle-Écosse, est surtout connu pour son rôle dans l'Expulsion des Acadiens et l'installation des Planters de la Nouvelle-Angleterre en Nouvelle-Écosse. Selon l'historien Elizabeth Griffith, Lawrence a été vu comme un officier « compétent », « efficace » avec « les états de service qui lui avaient gagné une promotion assez rapide, une personne de talent administratif considérable qui a été digne de confiance par Cornwallis et Hopson ». Il est l'éponyme de Fort Lawrence et de Lawrencetown, les deux en Nouvelle-Écosse. Il est enterré dans la crypte de l'église de St Paul, à Halifax.

## Biographie
Lawrence suivit les traces de son père en entreprenant une carrière militaire. Son père, le général Charles John Lawrence, aurait servi dans les Flandres sous les ordres de John Churchill, premier duc de Marlborough. 
Les premières années de la vie de Charles Lawrence sont obscures. Il servit dans le 11th Regiment of Foot en 1727 et aux Indes occidentales de 1733 à 1737. Il servit ensuite au War Office. Il fut fait lieutenant en 1741 et ensuite capitaine en 1742. Il fut blessé dans la bataille de Fontenoy en 1745. Il accompagna son régiment jusqu'en Nouvelle-Écosse, arrivant à Louisbourg en 1747. Il construisit le Fort Lawrence sur la rive sud de la rivière Missaguash à l'automne 1750. En 1753, il dirigea l'établissement de Protestants européens sur la côte sud d'Halifax. Après l'ordre de William Shirley, gouverneur du Massachusetts, il aida à lever une armée qui, sous les ordres de Robert Monckton, captura le Fort Beauséjour (près de Sackville, au Nouveau-Brunswick) le 16 juin 1755. L'implication de Lawrence dans la déportation des Acadiens était reliée au désir de maintenir cette conquête.

### Gouverneur de la Nouvelle-Écosse
Charles Lawrence fut nommé lieutenant-gouverneur de la Nouvelle-Écosse à la fin 1753 quand le gouverneur Peregrine Thomas Hopson quitta le premier novembre pour des problèmes de santé. Il entra officiellement en fonction le 21 octobre 1754, gardant cette position jusqu'en 1756, quand Hopson annula le poste et Lawrence fut fait gouverneur. Il resta gouverneur jusqu'à sa mort en 1760. 
Il s'attira la méfiance des Français. Les Acadiens de la Nouvelle-Écosse devinrent sujets britanniques après le traité d'Utrecht en 1713 mais ne montrèrent aucun intérêt à participer à la Guerre de Sept Ans qui faisait alors rage dans la région à l'époque. Lawrence adopta un point de vue qu'il trouva dans la correspondance d'anciens gouverneurs : même si les Acadiens ne devraient pas être punis, ils devraient être obligés de prêter serment d'allégeance. En juillet 1755, il tenta de forcer une délégation en visite de la région des Mines à prêter serment. Quand la délégation refusa de se soumettre sans consulter le peuple, Lawrence les emprisonna. Le conseil décida ensuite que l'expulsion des personnes refusant de prêter serment était appropriée et qu'« il serait convenable de les séparer et de les envoyer vers les différentes colonies sur le continent. » Même s'il n'y avait aucun plan militaire en Grande-Bretagne pour mandater l'expulsion, Lawrence ne fut jamais blâmé pour avoir agi sans ordres.
En tant que lieutenant-gouverneur, c'est lui qui fut responsable d'écrire l'ordre de déportation des Acadiens en 1755, s'assurant de l'approbation et de la coopération de William Shirley, le gouverneur du Massachusetts. Avec le refus de prendre le serment de loyauté, une des principales raisons pour déporter les Acadiens fut qu'ils continuaient à faire du commerce avec les Français. La déportation fut une forme de nettoyage ethnique ; les historiens estiment qu'environ la moitié des Acadiens moururent, en grande partie à cause des naufrages, des maladies et de froid. Certains survivants trouvèrent refuge dans le sud de la Louisiane, où ils sont maintenant connus sous le nom de Cadiens.
En tant que gouverneur de la Nouvelle-Écosse, Lawrence voyait la colonisation des terres acadiennes comme une tâche importante. Il entra en conflit avec des marchands importants comme Joshua Mauger et fut l'objet de plaintes officielles sous la forme de pétitions déposées à la Board of Trade. Lawrence écrivit des proclamations en 1758 et 1759 recherchant des colons pour les terres acadiennes, ciblant surtout les habitants de la Nouvelle-Angleterre. Comme les colons étaient réticents à défricher de nouvelles terres, il combina de vieilles et nouvelles terres dans chaque lot. Les marchands intéressés surtout à prendre avantage sur les anciennes terres acadiennes, ainsi que ceux intéressés à utiliser les terres comme récompense pour les vétérans militaires, s'opposèrent à cette politique. Par contre, Lawrence écrivit personnellement à Lord Halifax que des mauvaises habitudes comme l'oisiveté faisaient des vétérans de mauvais colons.
En 1757, Lawrence fut promu au titre de Général de brigade et commanda le siège de la Forteresse de Louisbourg, sur l'Île Royale en 1758.
Ce fut durant son mandat mais sans son approbation que la Nouvelle-Écosse obtint sa première assemblée législative élue qui se réunit pour la première fois en 1758. Ce corps élu est le plus ancien corps représentatif au Canada. On dit que Lawrence mourut d'une pneumonie 1760 après avoir fêté trop fort dans un banquet à Halifax ; certains autres croient qu'il est mort « après avoir attrapé un rhume. » 
Après la mort de Lawrence, la Board of Trade ordonna une enquête sur les plaintes à son sujet. Il fut critiqué d'avoir approuvé des dons de terres excessivement importants et d’avoir caché le véritable coût de sa politique terrienne mais fut exonéré de la plupart des charges les plus sérieuses portées contre lui. Son rôle dans la déportation des Acadiens occasionna peu de commentaires à l'époque.

## Sources
- Carl A. Brasseaux, 'The founding of New Acadia : reconstruction and transformation of Acadian society in Louisiana, 1765-1865, Paris, 1982, 3 vol. (521-26 f.).
- Carl A. Brasseaux, Dispersal And Wandering of the Acadians, 1755-1809, University of Southwestern Louisiana (1991).
- Dominick Graham, Dictionary of Canadian Biography (2000)
- William Faulkner Rushton, The Cajuns : From Acadia to Louisiana (1979).